# Kornić
Kornić (italsky Cornicchia) je vesnice a přímořské letovisko v Chorvatsku v Přímořsko-gorskokotarské župě. Nachází se na ostrově Krk a je součástí opčiny města Krk, od něhož se nachází asi 4 km severozápadně. V roce 2011 zde žilo celkem 433 obyvatel.
Samotná vesnice se u moře nenachází. U pobřeží Punatského zálivu se však nachází kemp Pulena, který je součástí Korniće a který je od něj vzdálen asi 500 m. Ten se nachází u zátok Dunat a Malo more a zahrnuje malý přístav, několik pláží, kostel svatého Dunata, kavárna, bar, dvě restaurace a ubytovací zařízení. Hraje se zde vodní pólo a wakeboarding. Samotná vesnice zahrnuje mnoho apartmánů, hřbitov, hřiště, kostel, poštu a kavárnu.
Nejbližšími vesnicemi jsou Muraj a Punat. Blízko Korniće prochází silnice D102, která jej spojuje s městem Krk a vesnicí Draga Bašćanska.